# Pere II de La Marca
 Pere de Borbó-la Marca  (1342 - 1362), noble francès, fill primogènit de Jaume I de La Marca i Joana de Chatillon.
Igual que el seu pare va lluitar en la batalla de Brignais on aquest va morir. Pere el va succeir com  Pere II de La Marca, però no li va sobreviure gaire temps sent succeït pel seu germà Joan I de La Marca.
| Precedit per: Jaume I de La Marca | Comte de La Marche 1362 | Succeït per: Joan I de La Marca |